# Jatigunung
Jatigunung is een bestuurslaag in het regentschap Pacitan van de provincie Oost-Java, Indonesië. Jatigunung telt 6703 inwoners (volkstelling 2010).